# Tierra gitana
Tierra Gitana è l'ottavo album discografico in studio del gruppo musicale francese di origine gitana spagnola Gipsy Kings, pubblicato nel 1996 per il mercato statunitense.

## Tracce
1. A Ti a Ti – 3:36
2. Siempre Acaba Tu Vida – 4:57
3. Estrellas – 3:32
4. Mi Corazon – 4:29
5. Mujer – 4:17
6. Tierra Gitana – 3:28
7. Pajarito – 3:06
8. Los Peces en el Rio – 3:17
9. Igual Se Entonces – 3:59
10. Cataluña – 3:41
11. A Tu Vera – 3:12
12. Campesino – 3:30
13. La Rumba de Nicolas – 3:56

## Formazione

### Gipsy Kings
- Nicolas Reyes - voce
- Patchai Reyes - voce, chitarra
- Pablo Reyes - chitarra
- Canut Reyes - voce, chitarra
- Diego Baliardo - chitarra
- Paco Baliardo - chitarra
- Tonino Baliardo - chitarra

#### Altri musicisti
- Gerard Prevost - basso
- Anibal Kerpel - basso, tastiere
- Manu Katché - batteria
- Negrito Trasante-Crocco - batteria, percusioni, timbales, cajon
- Laurent de Gasperis - chitarra elettrica, mandolino
- Dominique Droin - tastiere
- François Kallos - tastiere
- Rodolpho Pacheco - bongos, congas, darabouka, percussioni
- Richard Galliano - fisarmonica
- Yves Brouillier - violoncello

## Classifiche
| Paese       | Posizione più alta |
| ----------- | ------------------ |
| Stati Uniti | 143                |